# Revista de Filología Española
Revista de Filología Española（レビスタ・デ・フィロロギア・エスパニョーラ、スペイン言語学雑誌）は、1914年にラモン・メネンデス・ピダルを創刊編集長として創刊された文献学、方言学、言語学の査読付き学術誌。
スペイン国立研究評議会によって発行されている。同誌はスペイン語で発行されているが、他のロマンス諸語の論文を認めることもある。
「Anejos de la Revista de Filología Española」（英語: Annexes of the Journal of Spanish Philología Española）は、同じテーマに関するモノグラフのコレクションである。

## 抄録化と索引付け
ジャーナルは抄録化・索引付けされ、Scopus書誌データベースに収録されている。人文・芸術引用索引、 Latindex書誌情報システムのカタログなどのデータベースがある。